# Hans Braumüller (oficial)
Hans Braumüller (Hannover; 3 de marzo de 1883 - Langelsheim; 4 de marzo de 1956) fue un oficial alemán, al final general de división en la Segunda Guerra Mundial.

## Biografía

### Origen
Hans Braumüller era hijo del posterior teniente general prusiano Heinrich Wilhelm Braumüller (1844-1913) y de su esposa Anna Karoline, de soltera Willkamm (Berlín-Schöneberg; 26 de enero de 1848).

### Carrera militar
Al principio Braumüller se unió al ejército prusiano el 6 de marzo de 1902 en Kassel como cadete de bandera en el 1er Regimiento de Artillería de Campaña del Electorado de Hesse N.º 11. El 22 de noviembre de 1902 él fue nombrado allí alférez y el 18 de agosto de 1903 fue ascendido a subteniente habiendo recibido antes la patente correspondiente el 19 de agosto de 1902. A esto le siguió su traslado al Regimiento de Artillería de Campaña “von Scharnhorst” (1.° Hannoverano) n.° 10 el 20 de febrero de 1909, donde Braumüller fue nombrado ayudante de regimiento al año siguiente y ascendido a primer teniente el 18 de agosto de 1911. En 1914, él se unió a la 3.ª batería (ecuestre).
Con el estallido de la Primera Guerra Mundial más tarde en el mismo año, la unidad de caballería de su regimiento fue subordinada a la 9.ª División de Caballería. Con esta gran unidad, Braumüller participó en el avance hacia la neutral Bélgica. Luego luchó en la batalla de Mons y más tarde en Francia. Después de la primera batalla de Ypres, su destacamento fue trasladado al Frente Oriental, donde Braumüller fue ascendido a capitán el 8 de noviembre de 1914. En 1915/16 él fue comandante de compañía en el Regimiento de Infantería de Reserva N.° 240 de Baden y luego hasta enero de 1918 Jefe del Departamento en el Regimiento de Artillería de Campaña Landwehr N.° 15. Braumüller trabajó luego en el mismo puesto en el Regimiento de Artillería de Campaña N.° 9 de la Landwehr hasta que finalmente se convirtió en el líder del 2.° Destacamento, cuando regresó al Regimiento de Artillería de Campaña “von Scharnhorst” (1.° Hannoverano) N.° 10. Por sus logros durante la guerra, Braumüller recibió la Cruz de Hierro de ambas clases, la Cruz de Caballero de 2.ª clase de la Orden del León de Zähringen con espadas y hojas de roble y la Cruz Austriaca al Mérito Militar de 3.ª clase premiada con decoración de guerra.
Tras el final de la guerra, Braumüller regresó con los restos de su unidad a la guarnición de Hannover. Después de la desmovilización, él se unió a un cuerpo libre y fue aceptado en la Reichswehr Provisional el 1 de octubre de 1919. Inicialmente estuvo empleado en el Regimiento de Artillería 10 de la Reichswehr y, cuando se formó la Reichswehr, llegó como jefe de batería a la IV. División (ecuestre) del 6.° Regimiento de Artillería (Prusiano) a Verden. Desde el 1 de abril de 1925 hasta el 30 de septiembre de 1928, Braumüller fue profesor en la escuela de infantería de Múnich, más tarde de Dresde, y mientras tanto se convirtió en mayor el 1 de mayo de 1925. Luego regresó al Departamento de Equitación de Verden y al principio trabajó en su personal. Ascendido a teniente coronel el 1 de febrero de 1930, Braumüller fue nombrado comandante de su departamento el 1 de febrero de 1931. En este puesto fue ascendido a coronel el 1 de febrero de 1933 y allí se quedó hasta ser dado de baja del servicio el 31 de marzo de 1933.
Braumüller fue reclutado como oficial de suplemento el 1 de mayo de 1933 y posteriormente se desempeñó como Jefe del Centro de Pruebas Psicológicas del IX. Cuerpo de Ejército en Kassel. Durante la Segunda Guerra Mundial él fue reactivado con el grado de mayor general el 1 de junio de 1941, hasta que, quedándose en el mismo puesto, finalmente fue retirado de forma definitiva del servicio activo el 31 de marzo de 1944.

### Muerte
Murió el 4 de marzo de 1956 y fue enterrado en el cementerio de Langelsheim junto con su mujer Erika, nacida Bernuth, que murió el 3 de agosto de 1986, 30 años más tarde que él.